# Le Petit Cirque (Fred)
Le Petit Cirque est un album de bande dessinée de Fred, paru en 1973. Les images sont réalisées au lavis  d'encre sépia et à la plume à encre noire.

## Synopsis
L'album réunit des histoires courtes de deux à quatre pages. Le petit cirque traverse le paysage et fait la rencontre de personnages étranges : chevaux-clowns, homme-bombe à retardement, trapéziste voyageur… Quand ce n'est pas le paysage qui se change en miroir, en flipper ou en fond sous-marin.

## Personnages principaux
- Léopold, forain bourru et désabusé
- Carmen, sa femme, qui tire la roulotte
- leur fils

## Sources d'inspiration
« Il y a bien sûr l'univers du cirque, qui m'a toujours fasciné. Il y a aussi une évocation de gens déracinés, comme l'a été ma famille venue de Grèce […] » Fred, Après-propos de l'album, 2012, p. 63.

## Publication
Les histoires sont prépubliées dans Hara-Kiri dans les années 1960, et dans le journal Pilote en 1973. Elles sont réunies en album chez Dargaud en 1973. Il est réédité en 2012 avec une nouvelle photogravure pour la plupart des planches, et un après-propos.

## Réception
Cet album est « assez unanimement considéré comme le chef-d’œuvre de Fred », « chef-d'œuvre d'humour féroce et pataphysique ».